# Santiago (district in Peru)
Santiago is een district van de stad (ciudad) Cuzco in Peru. Het district heeft in totaal 90.000 inwoners (2015).
Het district is officieel ingesteld op 10 juni 1955.

## Bestuurlijke indeling
Het district is een onderdeel van de provincie Cuzco in de gelijknamige regio van Peru en maakt deel uit van de stad Cuzco.)
Districten: Ccorca · Cusco · Poroy · San Jerónimo · San Sebastian · Santiago · Saylla · Wanchaq